# Haltérophilie handisport
L'haltérophilie handisport est le sport dérivé de l'haltérophilie ou de la force athlétique adapté à l'handisport. Il s'effectue sous forme d'un développé couché. C'est un sport paralympique depuis 1964.
Au niveau international, c'est directement le Comité international paralympique (IPC) qui est la fédération de référence.
En France, la Fédération française handisport (FFH) a reçu délégation le 31 décembre 2016 du ministère des Sports pour organiser la pratique de l'haltérophilie handisport.

## Terminologie
Le nom du sport n'est pas fixé et peut faire également référence à deux mouvements présents aux Jeux paralympiques : celui d'haltérophilie ou weightlifting (para-weightlifting), sport paralympique entre 1964 et 1992, et celui de la force athlétique ou powerlifting (para-powerlifting), sport paralympique depuis 1984. Ces deux mouvements qui s'effectuent tous deux allongés sur un banc ont cohabité aux Jeux entre 1984 et 1992. Le seul mouvement aujourd'hui utilisé est celui du développé couché, une des disciplines de la force athlétique.
Le terme utilisé internationalement est celui de « para-powerlifting ». C'est aussi le terme utilisé sur le site français des Jeux de 2024. La Fédération française handisport utilise le terme de « développé couché ». Le terme haltérophilie (ainsi que « développé couché ») est utilisé par la Ligue handisport francophone. Le terme dynamophilie est utilisé au Canada.

## Règles
L’haltérophilie respecte les règles établies par la comité international paralympique, qui tient compte du handicap des sportifs.
Les athlètes sont allongés sur un banc. Ce banc diffère du banc valide. Le banc handisport est plus long et plus large que le banc valide. Pour des raisons médicales ou de sécurité, les athlètes peuvent plier les jambes ou être attachés. Les assistants(appelé pareur) de l’athlète placent la barre à hauteur de ses bras tendus. L'athlète a deux minutes pour s'installer sur le banc et exécuter le mouvement. L’athlète doit descendre la barre au niveau de la poitrine, marquer un temps d'arrêt, puis la pousser vers le haut jusqu’à extension complète des bras. La barre doit être montée droite, un bras ne doit pas monter plus vite que l'autre. L’athlète a le droit à trois essais.
L’athlète soulève l’ensemble constitué par une barre avec des bloqueurs (ou bague de serrage) qui pèse 25 kg et par des disques de poids variable.Chaque disque a sa couleur : noir : 50 kg ; rouge : 25 kg ; bleu : 20 kg ; jaune : 15 kg ; vert : 10 kg ; blanc : 5 kg ; rouge : 2,5 kg ; bleu : 2 kg ; jaune : 1,5 kg ; vert : 1 kg ; blanc : 0,5 kg ; métal : 0,25 kg (uniquement pour les records).
Les disques sont ajoutés en augmentant le poids d’un multiple de 2,5 kg.

## Classification
En haltérophilie handisport, les athlètes sont regroupés en catégories de poids et non selon leur handicap. Les sportifs qui pratiquent l’haltérophilie handisport sont par exemple paralysés, amputés d’un ou deux membres inférieurs, atteints d’infirmité motrice cérébrale, de séquelles de polio ou ont un membre inférieur raccourci mais doivent être capables de tendre leurs bras. Les déficients visuels et les sourds ainsi que les personnes de petites tailles y ont accès également.
Les catégories de poids sont : 
|        | Catégories | Catégories | Catégories | Catégories | Catégories | Catégories | Catégories | Catégories | Catégories | Catégories |
| ------ | ---------- | ---------- | ---------- | ---------- | ---------- | ---------- | ---------- | ---------- | ---------- | ---------- |
| Hommes | ⩽ 49 kg    | ⩽ 54 kg    | ⩽ 59 kg    | ⩽ 65 kg    | ⩽ 72 kg    | ⩽ 80 kg    | ⩽ 88 kg    | ⩽ 97 kg    | ⩽ 107 kg   | > 107 kg   |
| Femmes | ⩽ 41 kg    | ⩽ 45 kg    | ⩽ 50 kg    | ⩽ 55 kg    | ⩽ 61 kg    | ⩽ 67 kg    | ⩽ 73 kg    | ⩽ 79 kg    | ⩽ 86 kg    | > 86 kg    |

## Compétition
La force athlétique est sport paralympique depuis Jeux paralympiques 1964 à Tokyo. La compétition est ouverte aux femmes depuis les Jeux de 2000 à Sydney.
Les compétitions nationales et internationales sont régies par le Comité international paralympique :
| Année   | Compétition |
| ------- | --- |
| Année 1 | - Championnats du monde de para powerlifting junior et sénior - Coupes du monde de para powerlifting - Jeux asiatiques de la jeunesse - Jeux panaméricains de la jeunesse - Compétitions nationales |
| Année 2 | - Championnats régionaux de para powerlifting - Coupes du monde de para powerlifting - Jeux asiatiques - Jeux du Commonwealth - Compétitions nationales                                             |
| Année 3 | - Championnats du monde de para powerlifting junior et sénior - Coupes du monde de para powerlifting - Jeux panaméricains - Compétitions nationales                                                 |
| Année 4 | - Jeux paralympiques - Coupes du monde de para powerlifting - Compétitions nationales |

En France, au niveau national, il y a chaque saison une coupe de France, un championnat de France d'hiver et un championnat de France open.